# Mile Starčević (1904. – 1953.)
Mile Starčević (Gospić, 15. rujna 1904. – Buenos Aires, 9. ožujka 1953.) bio je hrvatski publicist, političar i ministar u vladi NDH.

## Životopis
Mile Starčević rođen je u Gospiću 1904. godine. Studirao je na Filozofskom fakultetu u Zagrebu, na kojemu je postigao i doktorat obranom disertacije "Postanak Hrvatske stranke prava 1861. godine". 1928. godine bio je vlasnikom, nakladnikom i urednikom mjesečnika Hrvatska mladica: omladinski list za sve nacionalne probleme. Kao hrvatski rodoljub bio je uhićen i pritvoren za vrijeme Kraljevine Jugoslavije, a 1930. godine u zatvoru bio izložen surovim postupcima i mučenju, od čega je do kraja života trpio teške posljedice. Tridesetih je godina upravitelj Gradske knjižnice u Zagrebu. Agilni je djelatnik, član uprave a poslije i gospodarski djelatnik Matice hrvatske. Između ostalog, organizirao je pododbore Matice hrvatske, koji su u danima diktature bili kulturno i političko okupljalište. Uređivao je i časopise Nastavni vjesnik i Omladina, te je objavljivao članke kulturnog i političkog sadržaja. 1934. godine uredio je i popratio napomenama pjesničku zbirku deset mladih pjesnika ↓1, Lirika grude. Posebno je vrijedna njegova politička rasprava Dr. Ante Starčević i Srbi (Matica hrvatska, Zagreb, 1936.). Član je Hrvatske federalističke stranke, a zatim pristupa ustaškom pokretu.
Poslije proglašenja NDH bio je tajnik Matice hrvatske, u kolovozu 1941. godine imenovan je za odjelnog pročelnika u Ministarstvu nastave za promicanje prosvjete. Istodobno od veljače 1942. godine privremeni savezničar za Hrvatski savez uljudbenih i prosvjetnih društava. Ministar je narodne prosvjete od listopada 1942. do listopada 1943. godine. Na tu je dužnost podnio ostavku u rujnu 1943. godine zbog neslaganja s Pavelićevom odlukom da predsjednik Vlade bude Nikola Mandić. S Mladenom Lorkovićem u ljeto 1943. godine, (po ovlaštenju Poglavnika) pregovara s predstavnicima HSS-a o eventualnom njihovom ulasku u Vladu. U jesen 1943. godine, po Pavelićevu zadatku, nastoji nagovoriti Miroslava Krležu da se uključi u kulturni život. Kao ministar prosvjete izvršio je brojne personalne promjene na Sveučilištu: dio profesora prisilno umirovio, dio mladih ljudi imenovao za profesore. U studenome 1943. godine umirovljen. Bio je ravnatelj i urednik tjednika "Seljačko ognjište" (1942. – 1945.), te pisao za mjesečnik Suradnja, Zagreb/Berlin, Prosvjetni život i dr. Nakon sloma NDH, povlači se u Austriju i Italiju gdje godinu i pol boravi u izbjegličkim logorima, u veljači 1947. godine zajedno s obitelji odlazi u Argentinu. Tamo sudjeluje u prvim pokušajima i organiziranju hrvatske političke emigracije.
Umro je u Buenos Airesu, 1953. godine.